# Sunny Ozell

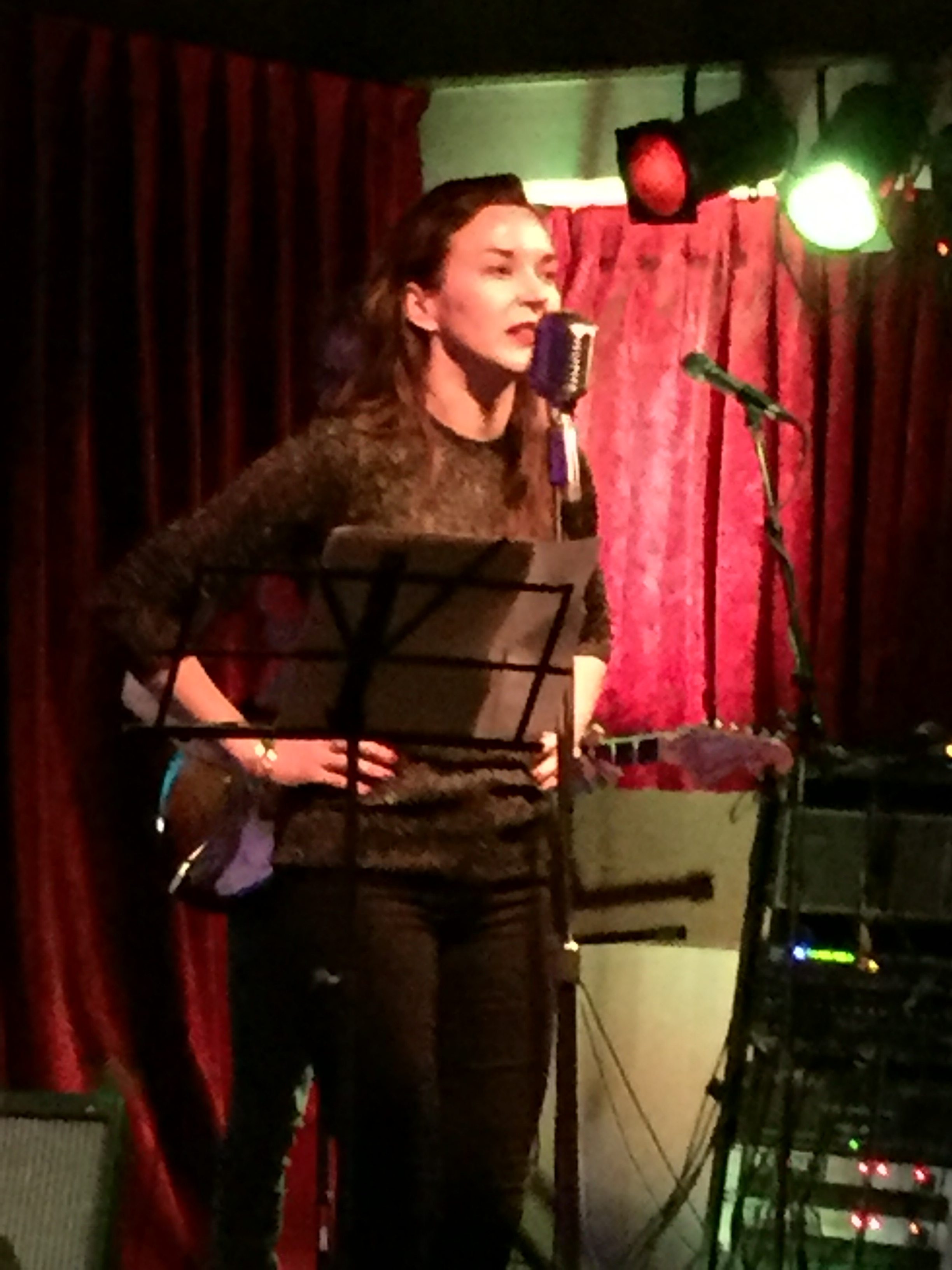
Sunny Ozell bei einem Auftritt im Big Easy in Petaluma, Kalifornien (2016)

Sunny Ozell, Lady Stewart (* 23. Dezember 1978 in Reno, Nevada) ist eine US-amerikanische Sängerin und Songwriterin.

## Leben
Ozell wuchs in Reno in einem musikalischen Haushalt auf und begann schon früh mit ihrer klassischen Ausbildung. Im Alter von vier Jahren erlernte sie das Geigenspiel. Im Alter von elf Jahren begann sie ihre Gesangsausbildung, die sie im Alter von dreizehn Jahren mit einem Opern-Gesangscoach fortsetzte.
Sie studierte Englische Literatur an der University of Colorado Boulder und sang in ihrer Freizeit in Blues- und Soul-Funk-Bands. Nach ihrem Universitätsabschluss trat sie in Clubs rund um New York mit ihrer Mischung aus Jazz, Blues und amerikanischer Rootsmusik auf, wobei sie sowohl ihr eigenes Material als auch Interpretationen von Werken anderer bekannter Blues-, Soul- und Country-Songwriter vortrug.

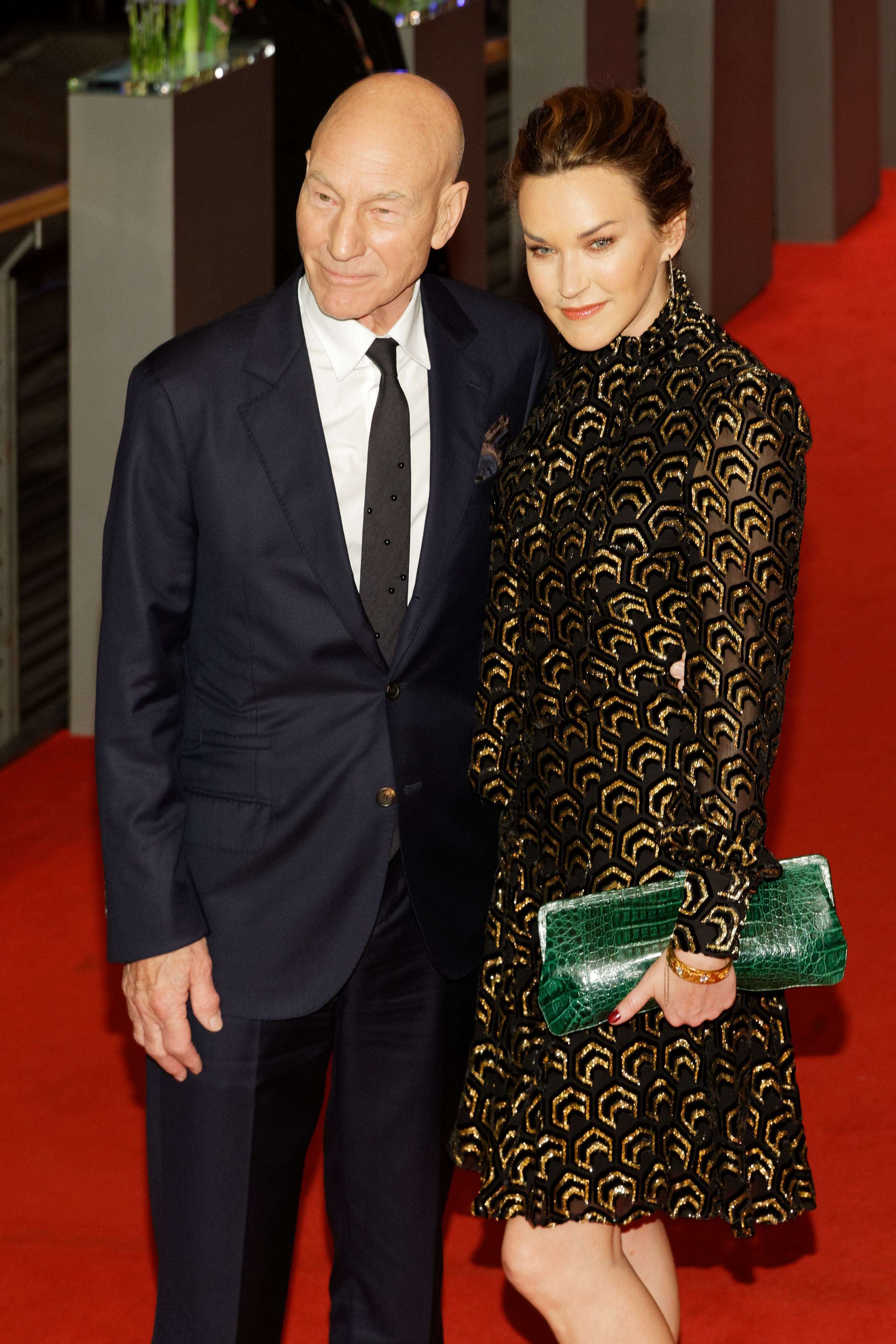
Sunny Ozell und Patrick Stewart bei den Internationalen Filmfestspielen Berlin 2017

Ozell ist mit dem englischen Schauspieler Patrick Stewart verheiratet, den sie 2008 in Franny’s Restaurant in New York kennenlernte, wo sie als Kellnerin arbeitete. Stewart hatte zu dieser Zeit ein Engagement an der nahegelegenen Brooklyn Academy of Music in Shakespeares Macbeth. Das Paar gab im März 2013 seine Verlobung bekannt und heiratete am 7. September 2013 am Lake Tahoe in Nevada. Der Schauspieler Ian McKellen vollzog die Trauung.

## Werk
Ozell sieht sich von den Alternative-Country-Künstlern Gillian Welch und David Rawlings inspiriert, mit ihrer „Einfachheit und ihrem völligen Fehlen von Prätention“, aber auch von der amerikanischen Jazzsängerin Cassandra Wilson und von Soulmusik.
Sie veröffentlichte die Alben
- Take It with Me (2015)[6]
- Live at the Village – EP (2020)[7]
- Overnight Lows (2020)[6]